# Špilberk (Bobravská vrchovina)
Špilberk je kopec o nadmořské výšce 282 metrů, nacházející se v centrální části brněnské městské části Brno-střed. Na vrcholu kopce se nachází důležitá brněnská dominanta, hrad Špilberk. Většina kopce náleží od konce 60. let 20. století ke katastrálnímu území Město Brno, jižní a západní okraje ke katastrálnímu území Staré Brno. Kromě stejnojmenného hradu, jenž je zde obklopen rozlehlým parkem, se zde nacházejí i dva kostely: pravoslavný chrám svatého Václava a evangelický Betlémský kostel.

## Název
Název kopce vychází nejspíše z německého Spigelberg (ve staré horní němčině spigel – zrcadlo a berg – hora), značícího vyvýšené místo stráže, jež slouží k signalizaci hrozícího nebezpečí. Stráž sloužila prvnímu brněnskému hradu, který se nejspíše nenacházel na tomto kopci, ale na pod ním, u řeky na Starém Brně. Podobných, různě zkomolených názvů má přes 70 dalších míst na Moravě, jmenovitě například Špinberk, Štimberk, Šimberk nebo Štymberk. Název kopce se posléze přenesl na hrad Špilberk.

## Podzemí

### Tramvajový tunel
Na konci 70. let 20. století byla v kopci vyražena štola, která sloužila k průzkumu geologických vlastností masivu. Tato stavba reagovala na plán tzv. rychlé tramvaje, která by zefektivnila hromadnou dopravu v Brně, v její trase měl vzniknout tramvajový tunel spojující Staré Brno a centrum města. Nedokončená štola začíná v Pekařské ulici měří 510 metrů.

### Protiletecký kryt 10-Z
Během 2. světové války byl v masivu kopce vybudován protiletecký kryt pod vedením Tiefbauamt Brünn (Hlubinný stavební úřad Brno). Kryt ústí z Husovy ulice. Celková délka chodeb včetně nouzových východů čítá necelých 600 metrů, přičemž nejdelší štola zasahuje do kopce 126 metry. Kryt slouží jako muzeum, místo pro společenské události a jako bar. Po celý rok je otevřený veřejnosti.